# Pieve di San Leonino in Conio
La pieve di San Leonino in Conio si trova a San Leonino, nel comune di Castellina in Chianti, in provincia di Siena.

## Storia
Il piviere di San Leonino è situato sul versante valdelsano dei Monti del Chianti ed è ricordato in documenti datati 1043, 1076 e 1077. A quel tempo faceva parte della diocesi di Fiesole ma trovandosi al confine tra le diocesi di Fiesole, Firenze, Siena e Volterra fu sempre al centro di contese per ottenerne il controllo. Il vescovo di Fiesole ottenne la conferma dei suoi possessi su San Leonino in ben quattro bolle pontificie spedite da papa Pasquale II nel 1103, da papa Innocenzo II nel 1134 e nel 1143 e da papa Eugenio III nel 1153. Il piviere era composto da 15 suffraganee anche se alcune di esse economicamente dipendevano dalla non lontana Badia a Coltibuono.
Il toponimo in Conio appare per la prima volta nel cosiddetto Lodo di Poggibosi, pronunciato dal Podestà di Poggibonsi Ogerio in data 4 giugno 1203 che regolava il confine tra Firenze e Siena. Nel corso del XIV secolo, in seguito alle varie contese territoriali tra Firenze e Siena, la pieve entrò definitivamente all'interno dello stato fiorentino.
Nel 1592 insieme alle chiese di Leccia e di Rondinella venne assegnata alla nuova diocesi di Colle, fatto questo che comportò la perdita di quasi tutto il suo territorio. Alla fine del XVIII secolo, forse a causa di un cedimento strutturale la chiesa venne in gran parte riedificata. Nel XIX secolo la chiesa era ormai ridotta a semplice parrocchia.

## Descrizione
In origine la pieve di San Leonino in Conio era una basilica a tre navate scandite da cinque pilastri rettangolari e terminante in un'abside, nel corso del XVIII secolo la chiesa fu ridotta da tre ad una navata e quindi ristrutturata.
La parte più interessante dell'edificio è la tribuna dove spicca il volume dell'abside centrale che presenta una monofora a doppio sguancio e archivolto monolitico; la coronatura del volume absidale presenta una cornice sgusciata. Nella fiancata nord si intravedono le tracce di una delle due navate minori che dovevano terminare anch'esse in un'abside semicircolare nella quale si apriva una stretta monofora.
All'interno. all'altezza del presbiterio è possibile riconoscere le sagome dei pilastri e dell'ultima campata della chiesa romanica. L'aspetto medievale è dovuto ai ripristini ottocenteschi che hanno riguardato anche la decorazione a stelle delle volte interne.
Alla sua sinistra sorge il piccolo edificio già sede della Compagnia.

## Piviere di San Leonino

### Canoniche
- Canonica di Sant'Antimo;
- Canonica di San Michele a Rencine

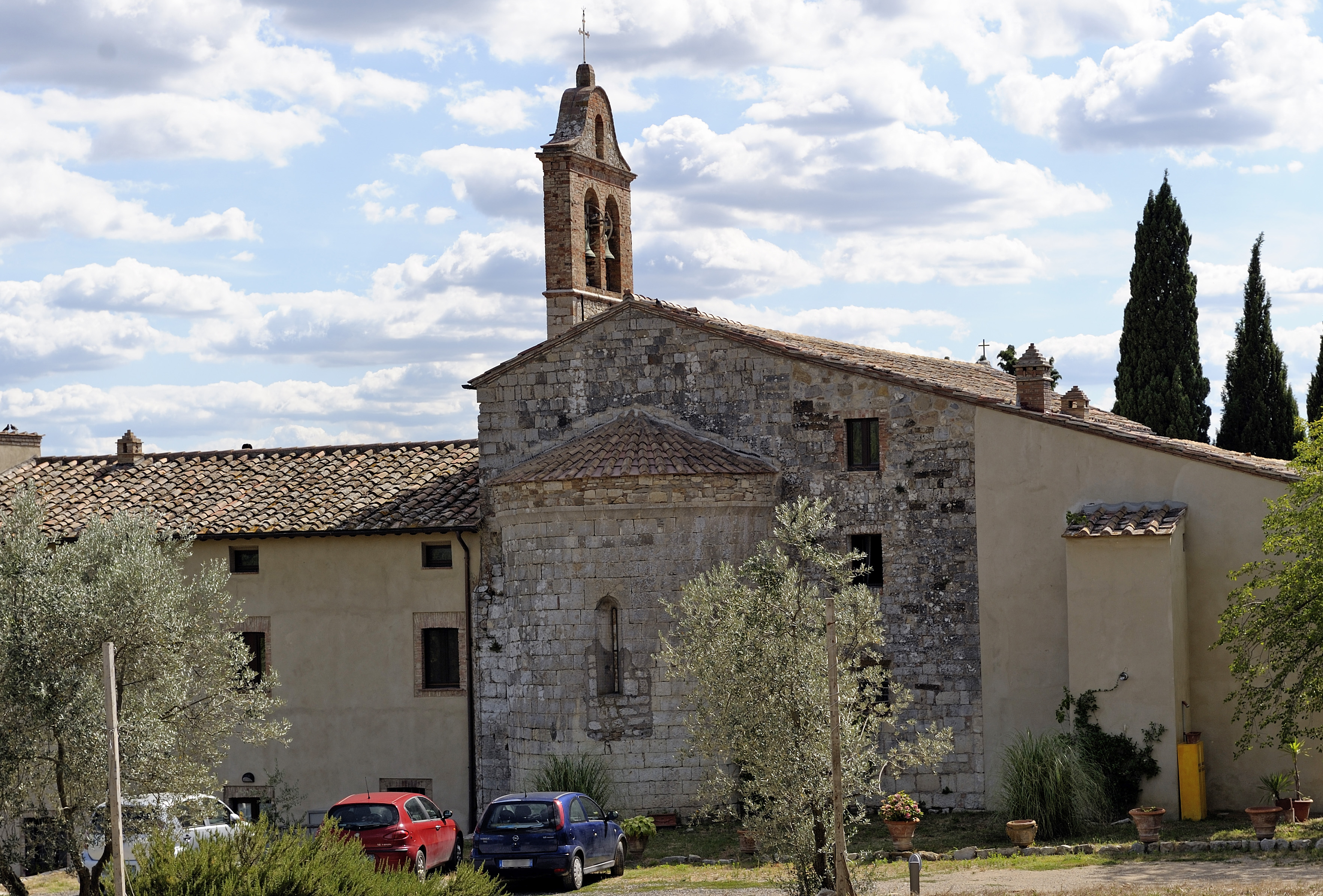
Abside

- Canonica di San Miniato a Fonterutoli

### Chiese
- chiesa di San Pietro a Cignan Rosso
- chiesa de Santi Cesareo e Donato a Cerna
- chiesa di San Cristoforo a Scorico
- chiesa di San Lorenzo a Tregole
- chiesa di San Giusto a Cignan Bianco
- chiesa di San Martino a Fonterutoli
- chiesa di San Salvatore a Castellina in Chianti
- chiesa di San Bartolomeo a Godenano
- chiesa di San Michele alla Leccia
- chiesa di San Martino a Rondinella
- chiesa di San Pietro a Gagliano

### Spedali
- spedale di Gagliano